# Oud-Heverlee
Oud-Heverlee è un comune belga di 10 861 abitanti nelle Fiandre (Brabante Fiammingo).
Vi si trova la casa madre e sede generalizia della maggiore congregazione di suore annunziate.